# Tovomita leucantha
Tovomita leucantha là một loài thực vật có hoa trong họ Bứa. Loài này được (Schltdl.) Planch. & Triana miêu tả khoa học đầu tiên năm 1860.